# Baqa-Jat
Baqa-Jat és una ciutat del districte de Haifa d'Israel. El municipi fou creat el 2003 a partir de la fusió de la ciutat de Baqa al-Gharbiyye i del consell local de Jat. Es tracta de dos localitats de població majoritàriament àrab que es troben a la frontera amb Palestina. El 2007 tenia 32.400 habitants.
El 2005 tenia 10 escoles amb 5.400 estudiants, sis de primària i quatre de secundària. El 2005 tenia 7.175 treballadors assalariats i 1.216 treballadors per compte propi.